# Pternozyga argodoxa
Pternozyga argodoxa es una especie de polilla de la familia Tortricidae. Se ubica en la India.